# Октябрьский сельсовет (Буда-Кошелёвский район)
Октябрьский сельсовет (бел. Акцябрскі сельсавет; до 1931 г. — Троцкий; до 1961 г. — Сталинский) — административная единица на территории Буда-Кошелёвского района Гомельской области Беларуси. Административный центр  — агрогородок Октябрь.

## История
После второго укрупнения БССР с 8 декабря 1926 года Троцкий сельсовет в составе Уваровичского района Гомельского округа БССР. Центр - деревня Троцкое. 30 декабря 1927 года сельсовет укрупнён, в его состав вошла территория упразднённых Михалевского и Пытьковского сельсоветов. После упразднения окружной системы 26 июля 1930 года в Уваровичском районе БССР. В 1931 году Троцкое переименовано в Сталино, сельсовет переименован в Сталинский сельсовет. С 20 февраля 1938 года в составе Гомельской области. 30 декабря 1961 года центр сельсовета переименован в Октябрь, сельсовет переименован в Октябрьский. С 17 апреля 1962 года в составе Буда-Кошелёвского района. В 2007 году Октябрьский сельсовет отнесён к пригородной зоне Гомеля.
В состав Октябрьского сельсовета входили ныне не существующие: до 1967 года посёлок Первомайск, до 1969 года посёлки Волков, Гром, до 1961 года посёлок Орёл, до 1987 года посёлок Луч.
16 декабря 2009 года в состав сельсовета включена территория упразднённого Дуравичского сельсовета, в том числе деревни Бурлак, Броды, Дубовица, Залуневье, Ленино, Мачулище, посёлок Болдуи и агрогородок Дуравичи.

## Состав
Октябрьский сельсовет включает 13 населённых пунктов:
- Болдуи — посёлок
- Броды — деревня
- Бурлак — деревня
- Дубовица — деревня
- Дуравичи — агрогородок
- Залуневье — деревня
- Красный Октябрь — посёлок
- Ленино — деревня
- Липа — деревня
- Мачулище — деревня
- Октябрь — агрогородок
- Пытьковка — деревня
- Череповка — деревня
- Уютный — посёлок

Упразднённые населённые пункты:
- Боевой — посёлок
- Герой — посёлок
- Затишье — посёлок
- Лугиничи — деревня
- Лукьянов — посёлок
- Новая Липа — посёлок